# Dr.コパ
Dr.コパ（ドクター・コパ、本名・小林 祥晃（こばやし さちあき）、1947年（昭和22年）5月5日 - ）は、日本の建築家、実業家、神主。愛知工業大学客員教授。建築や神道の知識、方位学や気学を元とした「風水」に関する作家としての活動や、JRAおよび地方競馬の馬主として広く知られている。特に風水に関しては第一人者と言われている。

## 概要
東京都出身。日本大学第三高等学校を経て日本大学理工学部建築学科卒業。祥設計株式会社社長。三宅の宮（観相・家相）を主宰。茶懐石料理教室校長。中央競馬の馬主としても活動している。
祖父の代より三代続けて（三代続けて神職の事もあり）日本の伝統建築・風習・伝統行事・縁起・由来の開運法を研究しており、温泉を使った伝統的な開運法など、中国、アジア、西洋諸国の伝統開運法を吸収しつつオリジナルの開運術を考案。
日本の気学、方位学を主にしたこともあったが、風水ブームの到来により、自らの開運術を「風水」として強調。だが、自らを「風水師」と呼ぶことはない。幼少のころより父の友人であった在日朝鮮人にも李氏朝鮮より伝わる李朝風水・古来風水を学んでおり朝鮮風水の法則を自身の風水に生かしている、と自著で明かしている。メルセデス・ベンツのドイツ現地工場の風水的設計を任されたこともある。
長く一級建築士を自称していたが、近年では一級建築士を名乗っていない。
ペンネームDr.コパの名称の由来は「ある雑誌にコーナーを連載していた際に読者からの手紙がきて、本名の「小林さん」ではなく「コパさん」と書いてくる人がいたんですよ。能天気でイイんじゃん、てことで早速、採用。さらに部屋を診断するってことで”Dr."を付け足しちゃったんです（笑）。」と本人は語っている。

## 人物
子供のころ多摩川で溺れかかったことがあり、川の主の竜神に助けてもらったという（小指に糸のような物が巻きつき引き上げられた）。その頃より本人の守護神は竜神であると確信している。後年友人の家を訪ねた際、御岳教の行者が偶然その場にいた。その行者に龍神が憑依したことを感じ取り、今までの恩恵を竜神に述べ謝意を表した。
神職に就いた後、神木の前を横切った時、神の声を聴いたような気がしたという。それ以降、その際に告げられた『萬祥』を名乗る。
1998年に8繋がりである風水の大吉数8の数字に因んで、8億円の豪邸を「宿す」がテーマな事から東京都内、原宿に建設し入居する。また自らの自家用車のナンバーも風水の大吉数「58」の縁起に因んで末尾「58」である。また銀座に風水グッズ、家具インテリアを取り扱う風水ショップビルを開店している。
2002年、干支の午年に馬主になる。「21世紀を競馬の勝ち馬のように疾走し、幸運のゴールへ駆け抜けよう」と志を立て馬主になったという。
2024年8月、膵臓がんを公表。

## 家族
妻・けい子も中央競馬会及び地方競馬の馬主として名を連ねている。長男の照弘はインターネットコパクラブ株式会社代表取締役社長を務めている。また長女の美穂は「ドーター・コパ」の名で父と同じく風水師として活動。

## その他
自著で度々明かしてもいるように、過去の確執から親戚一同と折り合いが悪く、疎遠である。
テリー伊藤の次兄・伊藤孝夫とは高校時代の友人である。小林はテリー伊藤のことを本名である「輝夫（てるお）」と呼ぶ。
一時期、みのもんたと間違われたことがあり、それがきっかけでみのもんたと縁ができたと、自著で述べている。
プロ野球は大阪近鉄バファローズのファン。その近鉄がオリックス・ブルーウェーブと合併してからは合併球団のオリックス・バファローズを応援している。

## 著書
多数の風水関連書籍を執筆している。

### Dr.コパの風水手帳
毎年刊行されており、生まれ年別の毎日のラッキーアイテムがわかる点が最大の特徴であり、そのラッキーアイテムに絡んだ行動を行うことで、開運がはかられるとする。同じ日に複数のラッキーアイテムが表示されることが多いが、全て実行しなくてもよく、どれか一つでよいとされる。
また、ラッキーアイテムと表示されるのと同じ欄に赤い「ゴトまるマーク」が表示されればラッキーな日、グレーのマークが表示されればアンラッキーな日を示すという。マークがない日は、「まずまず順調な日」とのこと。なお、グレーのマークがついていても、その日のラッキーアイテムを活用することで、「水準以上の運」を得られるという。

#### 風水手帳一覧
- 小林祥章『Dr.コパの風水手帳2013』（初版）廣済堂出版（原著2012年10月15日）。ISBN 9784331516461。
- 小林祥章『Dr.コパの風水手帳2012』（初版）廣済堂出版（原著2011年10月15日）。ISBN 9784331515570。

## 出演番組

### テレビ
- Dr.コパの夢をかなえ富(ロマン)を築く風水術
- 〜開運マイホーム〜（BSデジタル・999ch　知求チャンネル）
- Dr.コパのパワースポット神社（CSスカパー・277ch「旅チャンネル」）
- 旅ちゃんガイド（第30話ゲスト出演、旅チャンネル）
- 土曜ワイド劇場「京都の女庭師風水探偵さくら子2」（テレビ朝日）
- ミラクルC（KEIRINグランプリ展望などのゲスト出演、テレビ東京）
- ミッドナイト競輪中継ゲスト（SPEEDチャンネル）
- OH!エルくらぶ（テレビ朝日）

### ラジオ
- サンデーパラダイス（STVラジオ）
- 寺内優のおはようラジオ（RCCラジオ）
- Dr.コパの黄金の扉（KBCラジオ）
- ふぁん☆タメ（YBSラジオ、月曜コメンテーター）
- いとしのオールディーズ（2010年1月16日、NHKラジオ第1放送）
- わが人生に乾杯!（2011年1月27日、NHKラジオ第1放送）
- 日本通運 Dr.コパの風水の知恵かしまSHOW（ニッポン放送）
- Dr.コパ 風水縁切り寺（Himalaya）
- Dr.コパのオールナイトニッポンi（ニッポン放送）

### DVD
- 開運！Dr.コパのパワースポット神社 DVDBOX

（テレビ番組・CSスカパー・277ch「旅チャンネル」での「Dr.コパのパワースポット神社」のDVD化）

## 馬主として
- 本名の小林祥晃名義で「コパノ」「ラブミー」[6]、「キモン」の冠名を用い競走馬を所有。勝負服デザインは「黄、赤一本輪、黄袖」と、風水で金運を高めるとされる黄色を基調としている。『優駿』2014年4月号（日本中央競馬会ピーアールセンター刊）での「杉本清の競馬談義」のコーナーでコパは1976年の桜花賞・オークス馬テイタニヤの勝負服を意識していることを語っている。
- 「週刊Gallop」でコラムを連載していた時期もあった。
- 「ウマ娘プリティーダービー」において、自身が所有する『コパノリッキー』をモチーフとするウマ娘が制作されている。制作にあたって、担当者から勝負服の原案を見せられた際、「風水的に正しくなるように監修を行った」と語っている。 なお、ウマ娘としてのコパノリッキーの父親はコパ自身がモチーフになっており、作中で「風水に精通した建築家で、誕生日がかしわ記念と同日」と語られている。

### 主な所有馬

#### グレード制重賞優勝馬
太字はGIまたはJpnI競走。
- ラブミーチャン（全日本2歳優駿、兵庫ジュニアグランプリ、東京盃、東京スプリント、クラスターカップ、他地方重賞11勝）[7]
- コパノリチャード（高松宮記念、スワンステークス、アーリントンカップ、阪急杯）[8]
- コパノリッキー（フェブラリーステークス2回、かしわ記念3回、JBCクラシック2回、帝王賞、マイルチャンピオンシップ南部杯2回、東京大賞典、兵庫チャンピオンシップ、東海ステークス）[9]
- コパノジングー（目黒記念）[10]
- ラブイズブーシェ（函館記念）[11]
- コパノキッキング （カペラステークス2回、根岸ステークス、東京盃、リヤドダートスプリント）

#### 地方重賞優勝馬
- コパノカチドキ（瑞穂賞、道営記念、ステイヤーズカップ）[12]
- コパノマユチャン（栗駒賞）[13]
- キモンレッド（トウケイニセイ記念）[14]
- ラブミープラチナ（OROターフスプリント）[15]
- コパノモーニング（水無月賞）[16]
- キモンエンジェル（鞆の浦賞）[17]
- コパノエクスプレス（黒潮菊花賞、土佐秋月賞、嘉瀬川賞、黒髪山賞）[18]
- ハカタドンタク（やまびこ賞、はまなす賞、オパールカップ）[19]
- ミータロー（北海優駿）[20]
- コパノバウンシ（日高賞）[21]
- ラブミーブルー（ブロッサムカップ、北斗盃）[22]
- コパノハート（フルールカップ）[23]
- キモンイーグル（若鮎賞）[24]
- キモンクラブ（土佐春花賞）[25]
- コパノレイミー（飛燕賞）[26]
- コパノキャリー（ビギナーズカップ）
- コパノフィーリング（習志野きらっとスプリント、兵庫ゴールドカップ2回、川崎スパーキングスプリント）[27]
- キモンルビー（船橋記念、川崎スパーキングスプリント、習志野きらっとスプリント）[28]
- コパノエミリア（東海クイーンカップ、のじぎく賞）
- ビキニボーイ（佐賀スプリングカップ、佐賀王冠賞、吉野ヶ里記念）